# Веймарн, Пётр Владимирович
Пётр Владимирович Веймарн (фон Веймарн) (1812 — 5 [17] августа 1855, Чёрная речка) — генерал-майор (19.11.1854) русской императорской армии, участник Крымской войны (погиб в сражении на Чёрной речке).

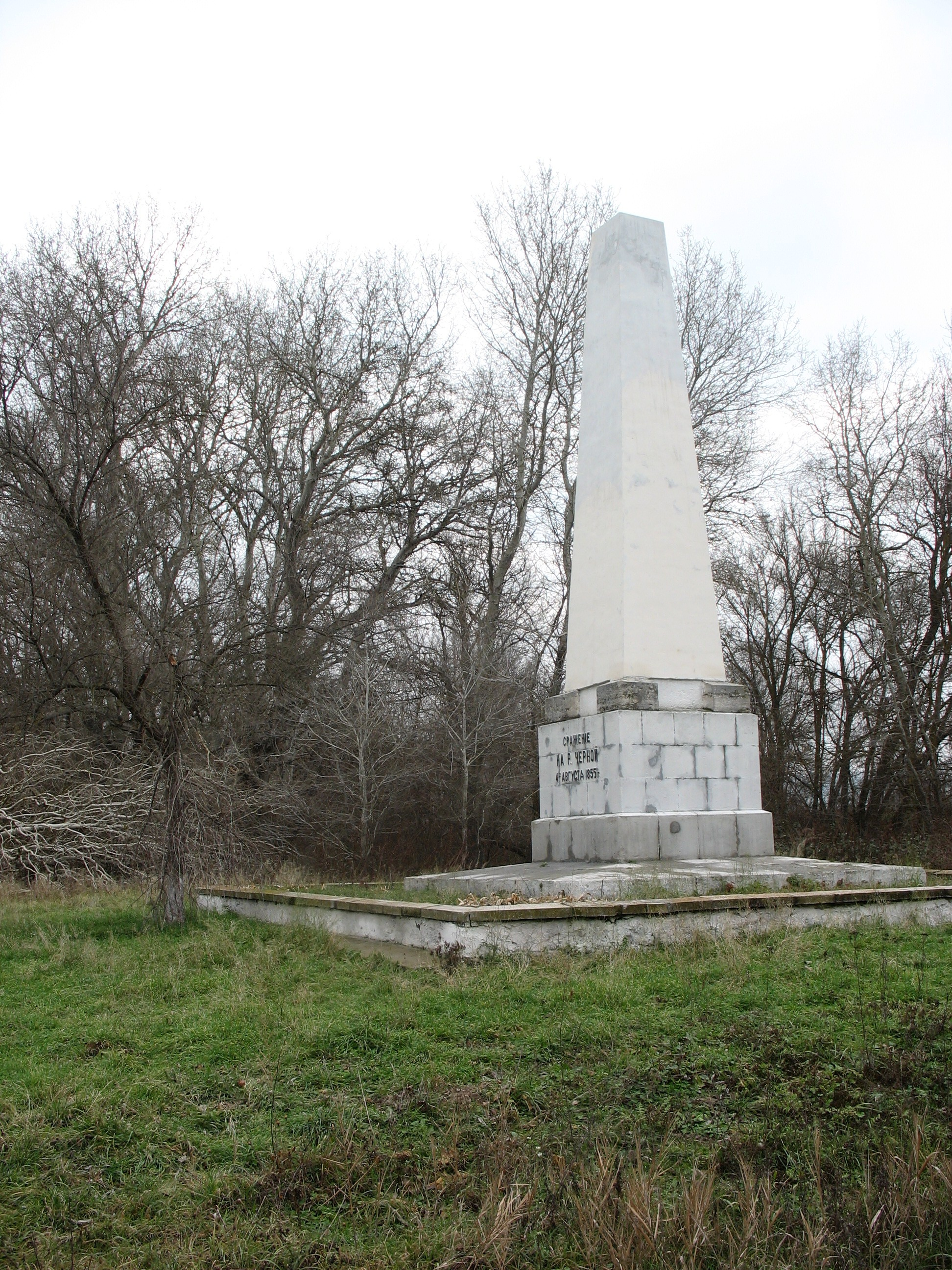
Памятник Чернореченской битве. Надпись «Убиты: генералы Реад, барон Вревский, Веймарн, 66 офицеров, 2237 нижних чина»

Внук генерал-майора Пётра Евстафьевича Веймарна. Родился в 1812 году в семье штабс-капитана Густава Вольдемара Магнуса (Владимира Петровича) фон Веймарна (1781—1841) и Фредерики Юлии фон Веймарн (1787—1861). Брат генерал-лейтенанта Александра Владимировича Веймарна.
Участвовал в боевых действиях на Дунае. За отличие получил чин генерал-майора 19 ноября 1854 года.
Являлся начальником штаба 3-го пехотного корпуса. Перед началом сражения на Чёрной речке, решение о котором было принято под нажимом царя вопреки мнению командующего М. Д. Горчакова и ряда генералов, он высказал, по свидетельству своего ординарца Д. А. Столыпина, такое отношение к диспозиции: Сражение затевается «чтобы отвлечь на время противника от Севастополя» пока не готов мост через Севастопольскую бухту, и что «даже в случае, если мы овладеем высотами, то к ночи всё-таки вынуждены будем отступить».
В ходе сражения 5 августа 1855 года был убит.
В Русском художественном листке В. Ф. Тимма в № 20 за 1856 год была опубликована краткая заметка и гравюра генерал-майора П. В. Веймарна.

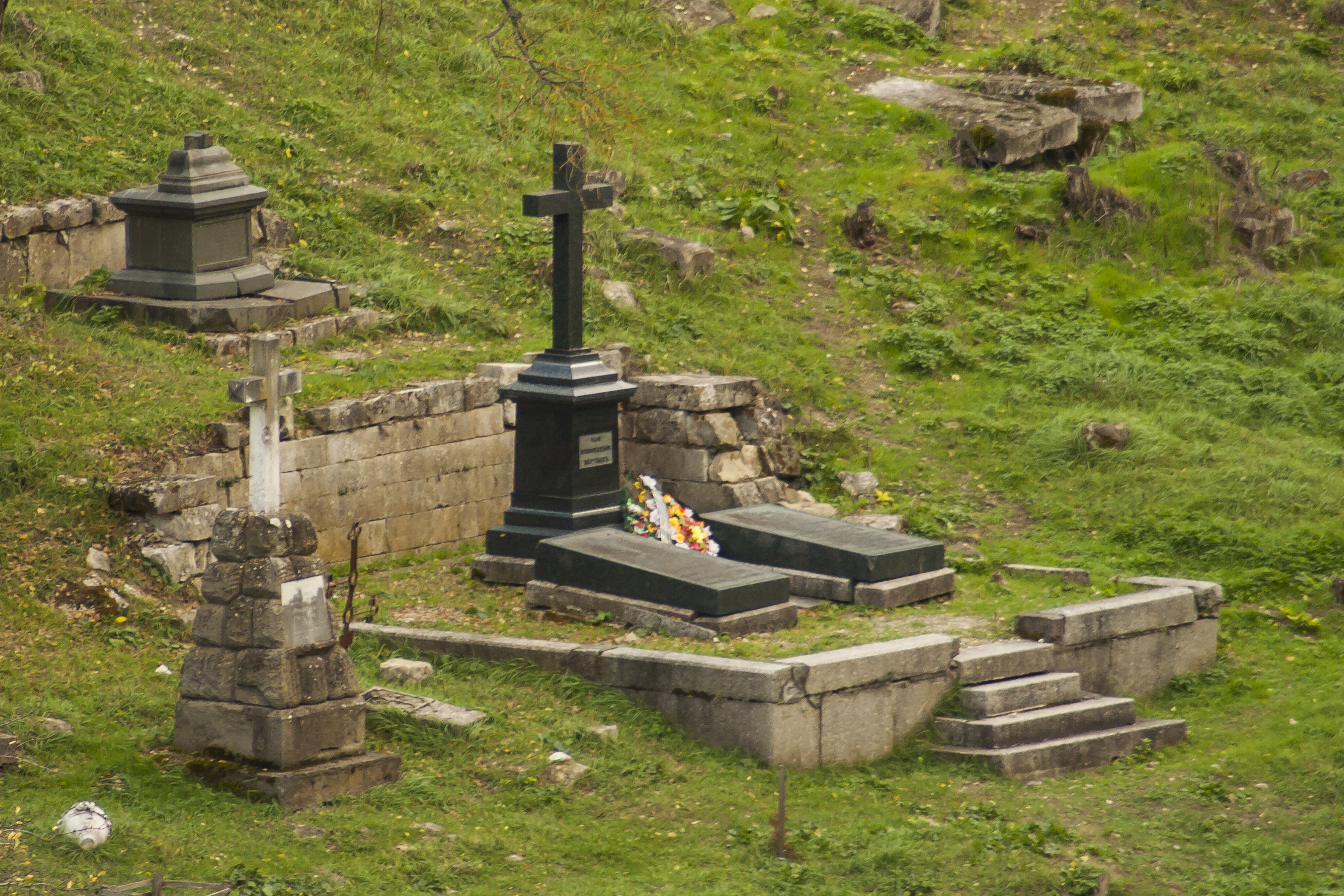
Могилы генерал-майора П. В. Веймарна, генерал-адъютанта П. А. Вревского и его жены в балке Марьям-Дере

Впоследствии Высочайше утверждённый комитет по восстановлению памятников обороны Севастополя 1854—1855 гг. принял решение «у Чёрной речки поставить общий памятник на месте смерти убитых там генералов Реада, Вревского и Веймарна». Памятник был сооружён на месте сражения в 1905 году к 50-летию битвы  Объект культурного наследия народов РФ регионального значения. Рег. № 921711259880005 (ЕГРОКН).
Был похоронен на территории Успенского монастыря в балке Марьям-Дере. Ныне могила генерал-майора П. В. Веймарна, убитого в сражении на Чёрной речке 16 августа 1855 года, объект культурного наследия  Объект культурного наследия народов РФ регионального значения. Рег. № 911710919940005 (ЕГРОКН).

## Награды
- Знак отличия за военное достоинство 4-й степени (1831)
- Орден Святой Анны 4-й степени (05.05.1832)
- Орден Святой Анны 3-й степени (11.01.1841)
- Орден Святой Анны 2-й степени (24.10.1851)
- Орден Святого Владимира 3-й степени (1854)

Иностранные:
- Австрийский орден Железной короны 2-й степени (1850)
- Прусский орден Красного орла 2-й степени (1851)